# Eutelia grabczewskii
Eutelia grabczewskii är en fjärilsart som beskrevs av Rudolf Püngeler 1904. Eutelia grabczewskii ingår i släktet Eutelia och familjen nattflyn. Inga underarter finns listade i Catalogue of Life.